# Società italiana di parassitologia
La Società italiana di parassitologia (SoIPa) è un'organizzazione culturale scientifica fondata nel 1959 con l'obiettivo di promuovere studi e ricerche nell’ambito della parassitologia a livello nazionale e internazionale.

## Descrizione
L’organizzazione include oltre 200 soci (medici, biologi, medici veterinari ed altre categorie professionali) con lo scopo di rafforzare la collaborazione nel campo della disciplina e di promuovere e coordinare programmi di ricerca sui parassiti d’importanza medica e veterinaria.
La società inoltre patrocina e sostiene l'insegnamento della Parassitologia e delle Malattie Parassitarie degli animali e dell'uomo in Italia, sia a livello accademico che non accademico.
Il primo Congresso della SoIPa si è tenuto in Sardegna, a Sassari, nel 1959. Nello stesso anno fu fondata “Parassitologia”, la rivista ufficiale della società che è stata attiva fino al 2010 con 52 volumi pubblicati.
La SoIPa è affiliata alla Federazione Europea dei Parassitologi (EFP) e alla Federazione Mondiale dei Parassitologi (WFP) e, a livello nazionale, alla Società Italiana di Scienze Veterinarie (SISVet) e alla Federazione delle Società Medico-Scientifiche Italiane (FISM). È stata recentemente coinvolta come partner istituzionale nell'iniziativa “Ending NTDs: together to 2030” promossa dall'Organizzazione Mondiale della Sanità per redigere il nuovo piano decennale di lotta alle malattie tropicali neglette che comprendono numerose parassitosi a livello globale.
Dal 2021 la SoIPa partecipa alI'Italian Network for Neglected Tropical Diseases (IN-NTD).

## Consiglio Direttivo 2024-2028
Il consiglio direttivo è composto da 7 membri:

### Presidente
Laura Rinaldi

### Vice presidente
Adriano Casulli

### Tesoriere
Emanuele Brianti

### Consiglieri
David Di Cave, Sara Epis, Valentina Mangano, Antonio Varcasia

### Segretaria
Maria Paola Maurelli

### Past President
Fabrizio Bruschi